# 頂北投
頂北投，是臺北市北投區的一個地名，位於該區中北部，範圍大致為大屯里、秀山里不含西南端及最南端、智仁里東部、文化里東北端、中庸里北半部、中和里、開明里、泉源里、湖山里不含西北角、湖田西南端及東南部。

## 歷史
台灣清治末期至日治前期，頂北投地區為一街庄，稱為「頂北投庄」，隸屬於芝蘭二堡。該庄北與水梘頭庄、竹仔湖庄為鄰，東與草山庄為鄰，南邊為三角埔庄、唭里岸庄、北投庄、嗄嘮別，西邊為小坪頂庄、興福藔庄。
1901年（日治明治三十四年）11月，該庄隸屬於臺北廳，編入第十三區。1906年（明治三十九年）1月，第十三區改名「北投區」。1920年（大正九年），該庄改制為「頂北投」大字，隸屬於臺北州七星郡北投庄，大字下有「紗帽山」、「山脚」、「十八分」小字名。1940年北投庄升格為北投街。
戰後北投街改制為北投鎮，隸屬於臺北縣，大字亦改制為里。1949年，北投鎮與士林鎮一併改隸屬新成立的草山管理局。1950年隨著草山改名為陽明山，草山管理局亦改名為陽明山管理局，北投鎮仍隸屬之。1968年7月臺北市改制為院轄市，北投鎮併入成為北投區。1990年3月，臺北市各區重劃，該地區仍屬北投區。

## 交通
台北捷運淡水信義線雖未經過頂北投地區，但北投站及新北投支線的新北投站皆在不遠處。鄰近居民可由等路線及相關路網快速前往大台北地區各地，亦可在臺北車站轉搭高鐵、台鐵或客運前往全台各地。
省道台2甲線經過本地區東部山區，往北轉東北可前往金山，往南可前往台北市區。頂北投和草山以櫻川為界，上有「頂北投橋」，即今「鼎筆橋」。

## 學校
- 復興高中
- 義方國小

## 景點
- 陽明山國家公園
  - 陽明山國家公園遊客中心
  - 陽明山中山樓
  - 草山行館
  - 陽明書屋
  - 陽明山花鐘
  - 紗帽山
- 貴子坑水土保持園區

## 墓葬
- 陽明山第一公墓